# 11.ª Avenida Suroeste
La 11.ª Avenida Suroeste es una de las principales arterias urbanas que recorre la ciudad de Managua, Nicaragua, en dirección norte–sur. Esta vía sirve como eje conector entre la Carretera Norte, el centro de la ciudad y zonas residenciales del suroeste como Altos de Nejapa y Colinas del Memorial Sandino. En algunos tramos, se transforma en el Paseo Naciones Unidas, atravesando áreas clave como la Rotonda El Güegüense y la Pista Juan Pablo II.

## Trazado
La avenida se inicia en el norte en la intersección con la Dupla Norte en el barrio El Bóer. Desde allí, cruza la 11.ª Calle Suroeste, la Calle Colón, y llega hasta la Rotonda El Güegüense, donde toma el nombre de Paseo Naciones Unidas. Luego de cruzar la Pista Juan Pablo II, vuelve a identificarse como la 11.ª Avenida Suroeste y continúa su recorrido hacia el sur, pasando por Altos de Nejapa hasta terminar en la intersección con la 58.ª Calle Suroeste, en el barrio Colinas del Memorial Sandino.

## Intersecciones principales
- Dupla Norte
- 11.ª Calle Suroeste
- Calle Colón
- Rotonda El Güegüense
- Paseo Naciones Unidas
- Pista Juan Pablo II
- Pista Suburbana
- 58.ª Calle Suroeste

## Barrios que atraviesa
- El Bóer
- Bolonia
- Altamira
- Altos de Nejapa
- Colinas del Memorial Sandino

## Coordenadas
12°7′51″N 86°16′8″O / 12.13083, -86.26889